# Masny
Masny je francouzská obec v departementu Nord v regionu Hauts-de-France. Žije zde přibližně 4 000 obyvatel.

## Geografie

### Sousední obce
| Růžice kompasu | Montigny-en-Ostrevent | Pecquencourt |               | Růžice kompasu |
| Růžice kompasu | Loffre Lewarde        | Sever        | Écaillon      | Růžice kompasu |
| Růžice kompasu | Loffre Lewarde        | Masny        | Écaillon      | Růžice kompasu |
| Růžice kompasu | Loffre Lewarde        | Jih          | Écaillon      | Růžice kompasu |
| Růžice kompasu | Erchin                | Monchecourt  | Auberchicourt | Růžice kompasu |